# Mobilgarde (Frankreich)
Die Mobilgarde Frankreichs (Garde nationale mobile, oft kurz Les Mobiles oder familiär Les Moblots genannt) wurden per Gesetz vom 1. Februar 1868 als Hilfstruppen für die französische Armee bei der Verteidigung von Festungen, Städten, Landschaften, der Staatsgrenze sowie zur Aufrechterhaltung der öffentlichen Ordnung im Kriegsfall gegründet. Im Deutschen wird der Begriff meist im Plural – Mobilgarden – verwendet. Sie wurden in Paris in einer Stärke von 24 Bataillonen aufgestellt, um die Errungenschaften der Republik zu schützen. Mitglieder waren meist arbeitslose junge Männer, die bereits zur Revolution in jenem Jahr beigetragen hatten.
Heute würde man sie wohl als paramilitärische Einheiten bezeichnen. Damals war im deutschen Sprachraum dafür der Begriff Landsturm verbreitet.

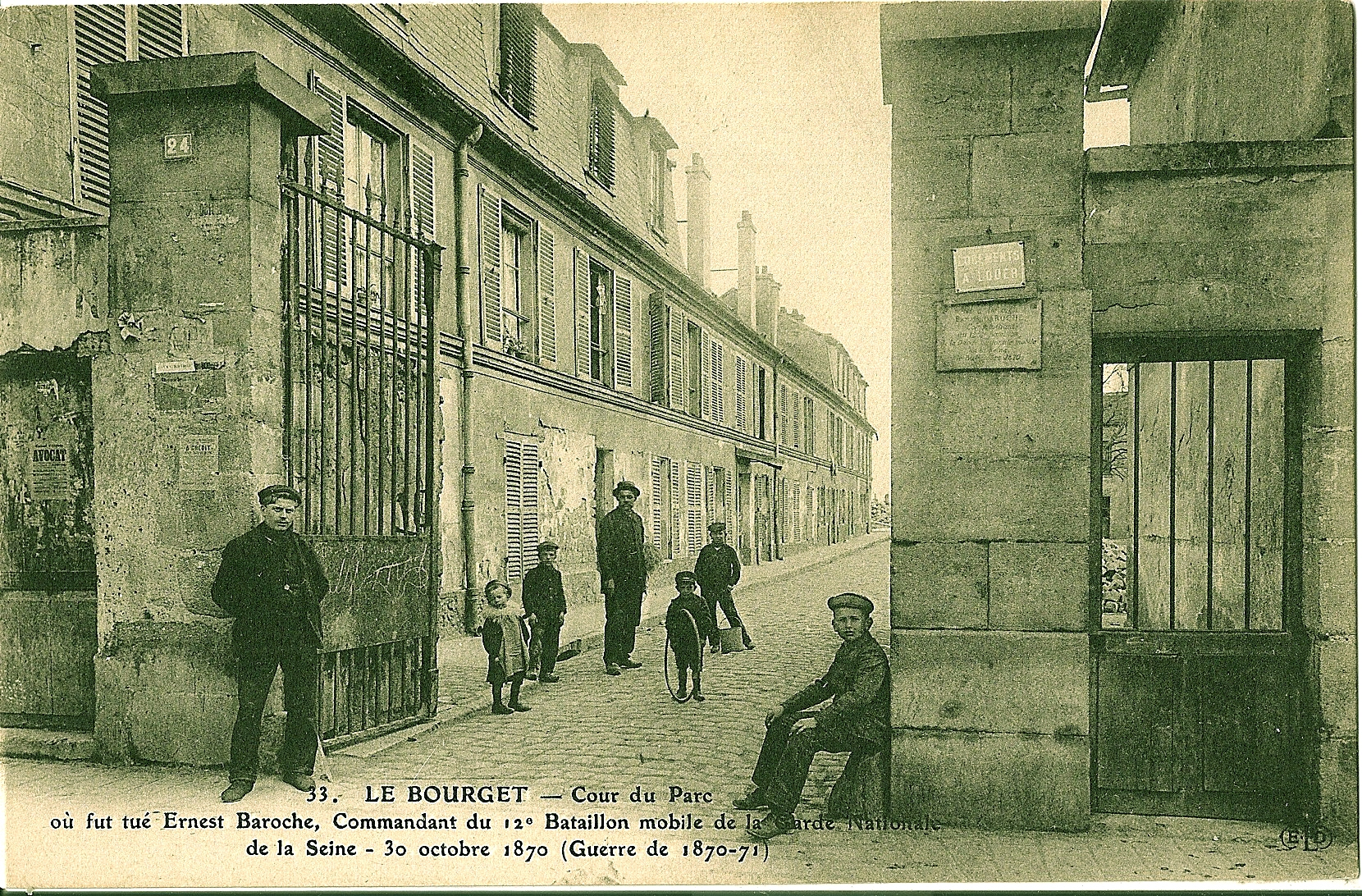
Le Bourget: Hof des Parks, in dem Ernest Bazoche, Kommandeur des 12. mobilen Bataillons am 30. Oktober 1870 getötet wurde.

Die Mobilgarde war zunächst auch als Unterstützung der Nationalgarde gedacht, diente dann aber auch als Arbeitsbeschaffungsmaßnahme. In den Junikämpfen focht sie gegen das aufständische Proletariat gemeinsam mit dem Militär für die Erhaltung der allgemeinen Ordnung. Kurz danach wurde die Mobilgarde jedoch wieder aufgelöst.
Das Militärgesetz vom 1. Februar 1868 sorgte für die erneute Aufstellung einer „mobilen Nationalgarde“ als besondere Gattung der bewaffneten Macht Frankreichs. Sie sollte alle wehrfähigen Männer vom 20. bis 40. Lebensjahr umfassen, soweit sie vom Dienst im Heer und in der Reserve befreit und nicht durch Familienverhältnisse gesetzliche Rücksicht in Anspruch nehmen konnten.
Im Deutsch-Französischen Krieg 1870/71 erhielten die mobilen Nationalgarden im Gegensatz zu den „sedentären“ (den immobilen) den Namen Mobilgarde und bildeten einen wesentlichen Bestandteil der Truppenformationen, die nach dem Sturz des Kaiserreichs aufgestellt wurden.
Nach der Niederwerfung des Aufstands der Pariser Commune wurde diese Mobilgarde auch aufgelöst.
Als im Juli 1870 der französische Kaiser Napoléon III. den Krieg erklärte (es gab noch kein Deutsches Kaiserreich), gab es die Mobilgarde nur auf dem Papier und im Bewusstsein der Bevölkerung (so äußerte es Marschall Edmond Le Bœuf, der 1870 Kriegsminister war).
Die Mobilgarde war mäßig bewaffnet und trainiert. Den Einheiten fehlte es oft an Zusammenhalt und Schulung. Zwei Monate nach der Niederlage in der Schlacht von Sedan (1. und 2. September 1870) hatte die eigentliche Armee etwa 90 % ihrer Soldaten verloren. Die Mobilgarden waren in dieser Situation das letzte Aufgebot. Sie widerstanden den deutschen Truppen, die Paris belagerten, mehrere Monate.
Nach dem Fall von Paris waren die Stadt Belfort und die Zitadelle von Bitsch die letzten belagerten Orte in Frankreich. Hier kam es zu den letzten größeren Gefechten des Krieges. Bei der Belagerung von Belfort bestand die Garnison aus 12.800 Mobilgarde-Soldaten.

## Zweiter Weltkrieg
Im Zweiten Weltkrieg wurden Einheiten der Mobilgarde wieder aufgestellt.
Im Waffenstillstand von Compiègne (22. Juni 1940) wurden der französischen Armee 95.000 Soldaten erlaubt; davon 180 Offiziere und 6000 Mannschaften in der Mobilgarde; 3584 Offiziere und 84.516 Soldaten in anderen Einheiten.